# 蔚山町停留場
蔚山町停留場（日语：／ Urusanmachi teiryūjō */?），又稱段山町電車站，是位於熊本縣熊本市中央區新町一丁目和新町三丁目，熊本市交通局（熊本市電）上熊本線的電車站。車站編號為B6。B系統停靠此站。

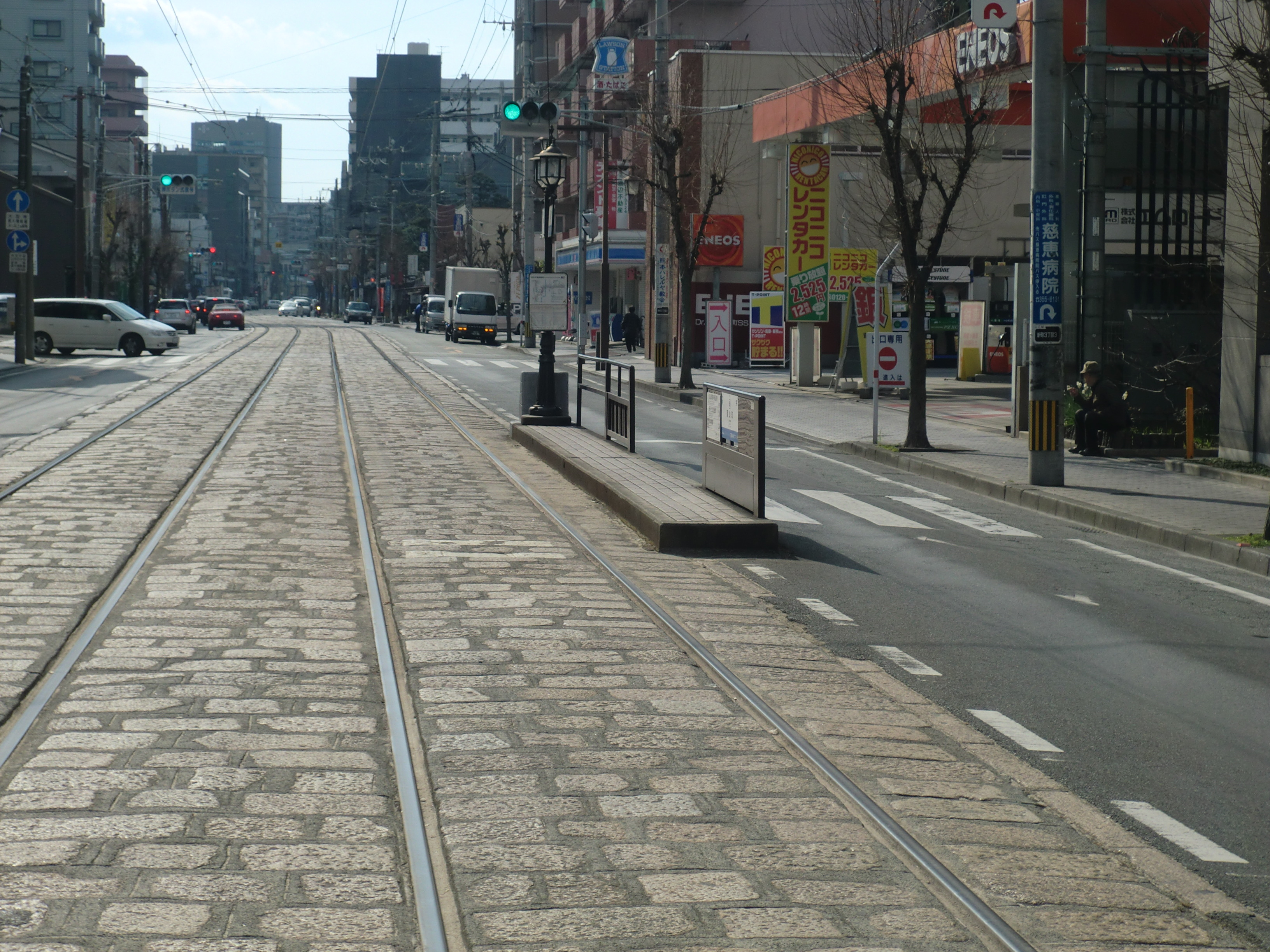
往上熊本方向的月台（2012年2月）

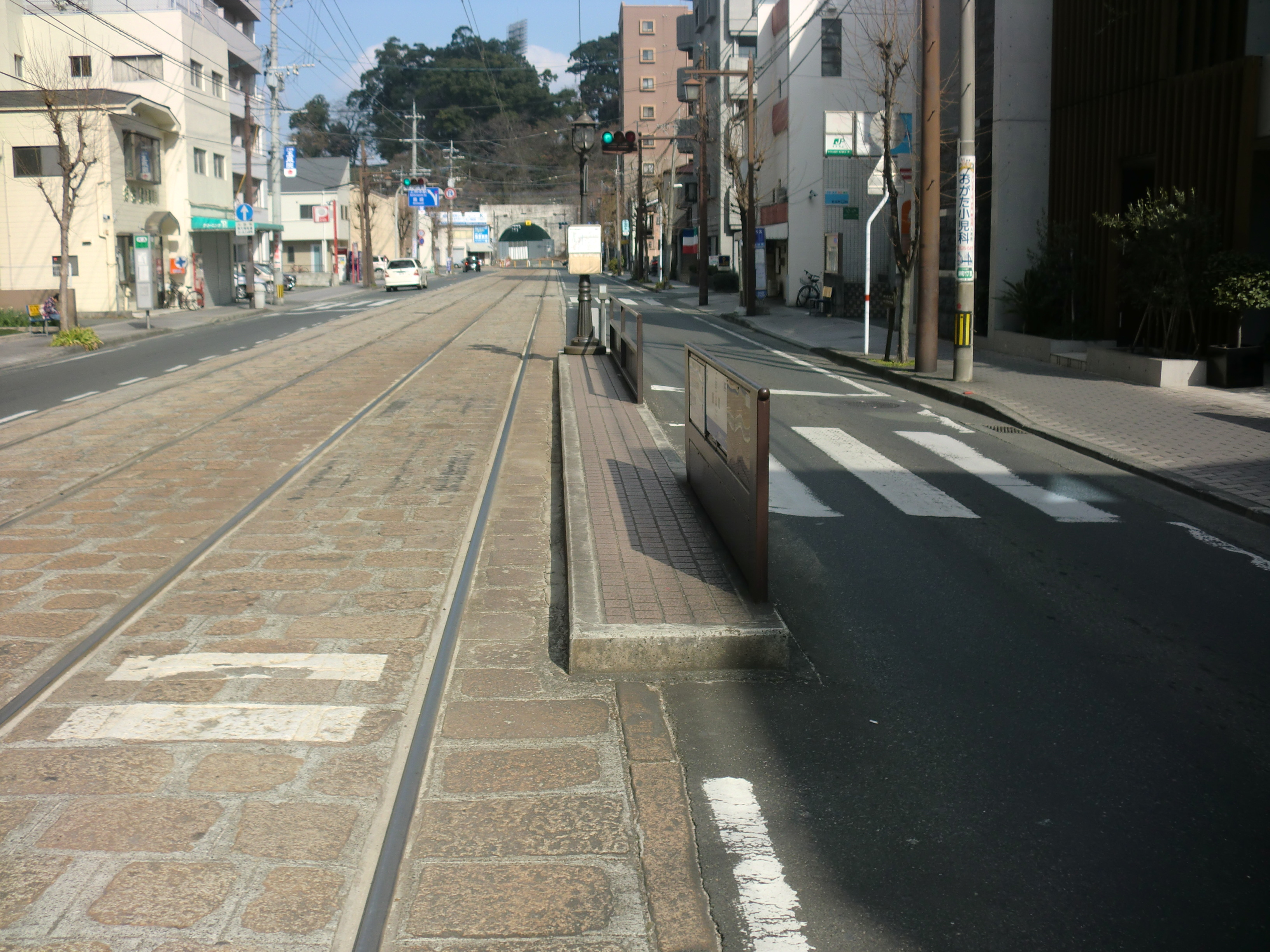
往辛島町方向的月台（2022年2月）

## 歷史
- 1929年（昭和4年）6月20日 - 蔚山町停留場啟用。
- 日時不明 - 廢止
- 1948年（昭和23年）5月 - 蔚山町護國神社前站啟用。
- 1961年（昭和36年）〜1962年（昭和37年）- 電車站改名為蔚山町停留場[注釋 1]

## 電車站構造
此電車站設有2面2線的相對式低地台月台。月台與路邊行人路之間設有行人過路處。

### 運行系統
此電車站是上熊本線電車站之一。■B系統會駛入此站。
| 月台 | 路線               | 上下行 | 方向                                   | 備註                                 |
| ---- | ------------------ | ------ | -------------------------------------- | ------------------------------------ |
| 西邊 | ■B系統（上熊本線） | 上行   | 段山町、本妙寺入口、上熊本方向         |                                      |
| 東邊 | ■B系統（上熊本線） | 下行   | 辛島町、通町筋、水前寺公園、健軍町方向 | 熊本站前方向於辛島町電車站轉乘■A系統 |

## 使用狀況
| 1日上下車人次變化 | 1日上下車人次變化 |
| 年度              | 1日平均人次       |
| ----------------- | ----------------- |
| 2011年            | 522               |
| 2012年            | 497               |
| 2013年            | 624               |
| 2014年            | 593               |
| 2015年            | 737               |

## 電車站周邊

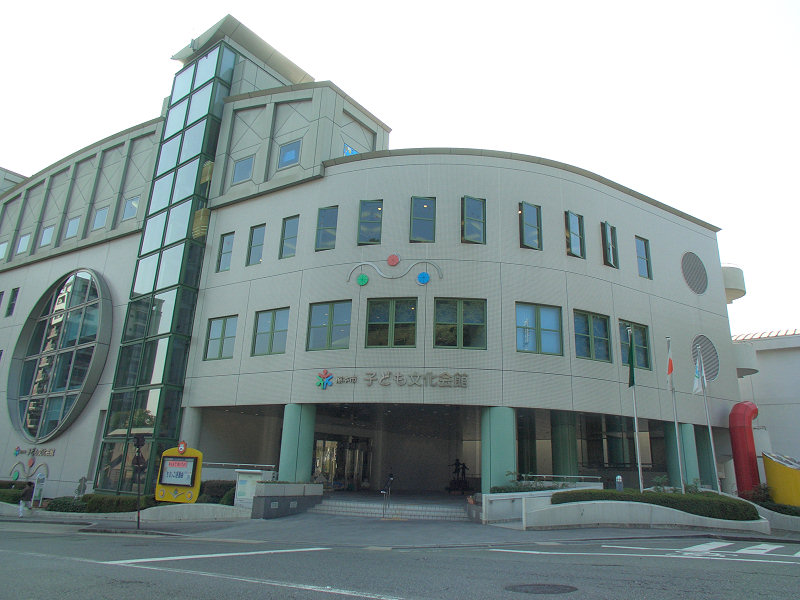
熊本市兒童文化會館

- 熊本市兒童文化會館
- 熊本市立西山中學（日语：熊本市立西山中学校）
- 熊本市立一新小學（日语：熊本市立一新小学校）
- 熊本城公園
  - 熊本縣護國神社
  - 藤崎台縣營棒球場（日语：藤崎台県営野球場）
  - 熊本市立熊本博物館（日语：熊本市立熊本博物館）
  - 舊細川刑部邸
  - 熊本縣立美術館本館
  - 二之丸公園
  - 三之丸公園
- 熊本新町郵局
- 產交的士（日语：産交タクシー）總部
- 國立醫院機構熊本醫療中心（日语：国立病院機構熊本医療センター）
  - 熊本醫療中心附屬看護學校（日语：熊本医療センター附属看護学校）

## 巴士路線
- 「蔚山町」巴士站
  - 熊本都市巴士（日语：熊本都市バス） - 站01、站02系統、熊本城周遊巴士（日语：熊本城周遊バス）
  - 產交巴士（日语：九州産交バス） - 新03、新04、新06、新07系統

## 相鄰電車站
熊本市交通局
■B系統（上熊本線）
段山町（B5）－蔚山町（B6）－新町（B7）

## 注腳

## 外部連結
- 熊本市交通局 （页面存档备份，存于）（日語）